# المراقبة الشرطية في مصر
المراقبة الشرطية أو الوضع تحت مراقبة الشرطة هي إجراء مقيِّد للحرية وعقوبة في القانون المصري تأتي حصرا وفقا لأحكام قضائية.
توسعت المحاكم المصرية في السنوات الأخيرة بالحكم بالمراقبة الشرطية كعقوبة تكميلية لأحكام》السجن في قضايا ذات طابع سياسي، وهو ما يعتبره الحقوقيون هادفا «تضييق الخناق على النشطاء السياسيين ومتابعة أنشطتهم المعارضة للسلطة»، بالذات حيث أن القانون يترك للمراقَب حرية اختيار مكان سكناه إلا في حال عدم قدرة الشخص على أن يتخذ سكن، أو امتناع الشخص عن أن يتخذ سكنا أو اتخذ سكنا يرى مكتب البوليس انه يصعب مراقبته فيه، فإن التطبيق العملي للمراقبة ينطوي في تلك الحالات على قضاء الليل في مراكز وأقسام الشرطة.

## تاريخ
ورد في قانون العقوبات الأهلي الصادر عام 1883 عقاب كان يسمى «الوضع تحت ملاحظة الضبطية القضائية الكبرى»، وتغير المسمى «الوضح تحت ملاحظة البوليس» ثم «الوضع تحت مراقبة البوليس» 